# راسموس كريستيانسن (ممثل)
راسموس كريستيانسن (بالدنماركية: Rasmus Christiansen)‏ هو ممثل دنماركي، ولد في 23 مايو 1885 في Vejlby ‏ في الدنمارك، وتوفي في 25 سبتمبر 1964.

## وصلات خارجية
- راسموس كريستيانسن على موقع IMDb (الإنجليزية)
- راسموس كريستيانسن على موقع قاعدة بيانات الأفلام السويدية (السويدية)
- راسموس كريستيانسن على موقع قاعدة بيانات الفيلم (الإنجليزية)
- راسموس كريستيانسن على موقع كينوبويسك (الروسية)